# Djúpavík
Djúpavík [ˈtjuːpaviˑk] (deutsch „tiefe Bucht“ oder „Bucht der Abgründe“) ist ein Ort sowie eine Bucht in der Landgemeinde Árnes in der Region Strandir an der Ostküste der Westfjorde (vestfirðir) in Island.

## Geografie
Djúpavík liegt am Fjord Reykjarfjörður. Südlich des Ortes befindet sich eine Gebirgskette mit dem Wasserfall Djúpuvíkurfoss.

## Geschichte

### Heringsfabrik
Im Jahre 1917 registrierte man in Djúpavík mit Guðjón Jónsson und dessen Frau Kristín Guðmundsdóttir sowie ihren Töchtern die ersten Einwohner. Im gleichen Jahr baute Elías Stefánsson eine Heringssalzstation auf, deren Leiter Guðjón wurde. Im Zuge des Aufbaus der Station wurden Wohnhäuser und Geschäfte sowie eine Schiffsanlegestelle erbaut. Auch Óskar Halldórsson hatte dort gleichzeitig eine Heringsverarbeitung gegründet.
Auf Grund der Wertverluste beim Hering nach dem Ersten Weltkrieg und der Wirtschaftskrise 1920 wurden jedoch im Jahre 1919 viele Arbeiter entlassen.
Ab 1934 war Djúpavík wieder in einer wirtschaftlichen Hochphase. So gründete man in Reykjavík die Aktiengesellschaft Djúpavík AG, um mit Hilfe ausländischen Kapitals – in Island fanden sich keine Investoren – eine Heringsfabrik in Djúpavík bauen zu können. Die Solborg Bank in Stockholm gewährte schließlich einen Kredit in Höhe von 4000 schwedischen Kronen, so dass am 7. Juli 1935 der Betrieb anlaufen konnte.
Die Djúpavík Ltd. Iceland konnte in der Folge bis 1944 viele erfolgreiche Jahre verbuchen. Die etwa 90 m lange Heringsfabrik war zu ihrer Zeit hinsichtlich ihrer Größe und Technik die größte und modernste ihrer Art in Europa. Die Arbeiter der Fabrik wohnten in Zelten sowie vor allem in der kalten Jahreszeit auf einem 30 Mann fassenden anliegenden Dampfschiff, der M/S Suðurland, die 1919 in Dänemark gekauft wurde und die auch noch heute besichtigt werden kann.
Direktor der Fabrik war ab 1936 Óskar Ottesen, dem der Ingenieur der Fabrik, Guðmundur Guðjónsson, folgte. Guðmundur wurde auch Abgeordneter der Region. Gemeinsam mit seiner Frau Ragnheiður hatte er eine Adoptivtochter, María Guðmundsdóttir, die im Jahre 1961 als 19-Jährige zur Miss Island gewählt wurde.
In der Folge des Baus der Fabrik, die allein etwa 60 Menschen beschäftigte (rund 200 weitere Arbeiter waren als Einsalzer tätig), siedelten sich in der Region Árnes zahlreiche weitere Unternehmen an, wie z. B. die Fabrikskantine. Im Herbst, außerhalb der Fischsaison, wurde das Fabrikgebäude zu einem Schlachthof umfunktioniert.
Im Jahr 1936 wurde in der Region Árnes eine Gewerkschaft gegründet, die durch einen eintägigen Streik eine Lohnerhöhung erstritt.
Nach 1944 wurde der Fischfang merklich geringer, bis er 1950 fast gänzlich versiegte. Ausgleichsmaßnahmen, wie etwa das Fangen anderer Fischarten, konnten aber das Ende der Fabrik im Jahre 1954 nur noch verzögern. Auch der Plan, im Ort eine Gefrierhalle zu eröffnen, wurde auf Grund des ausbleibenden Fischfangs verworfen. Im Jahre 1968 wurde auch die Djúpavík AG liquidiert.

### Neuzeit

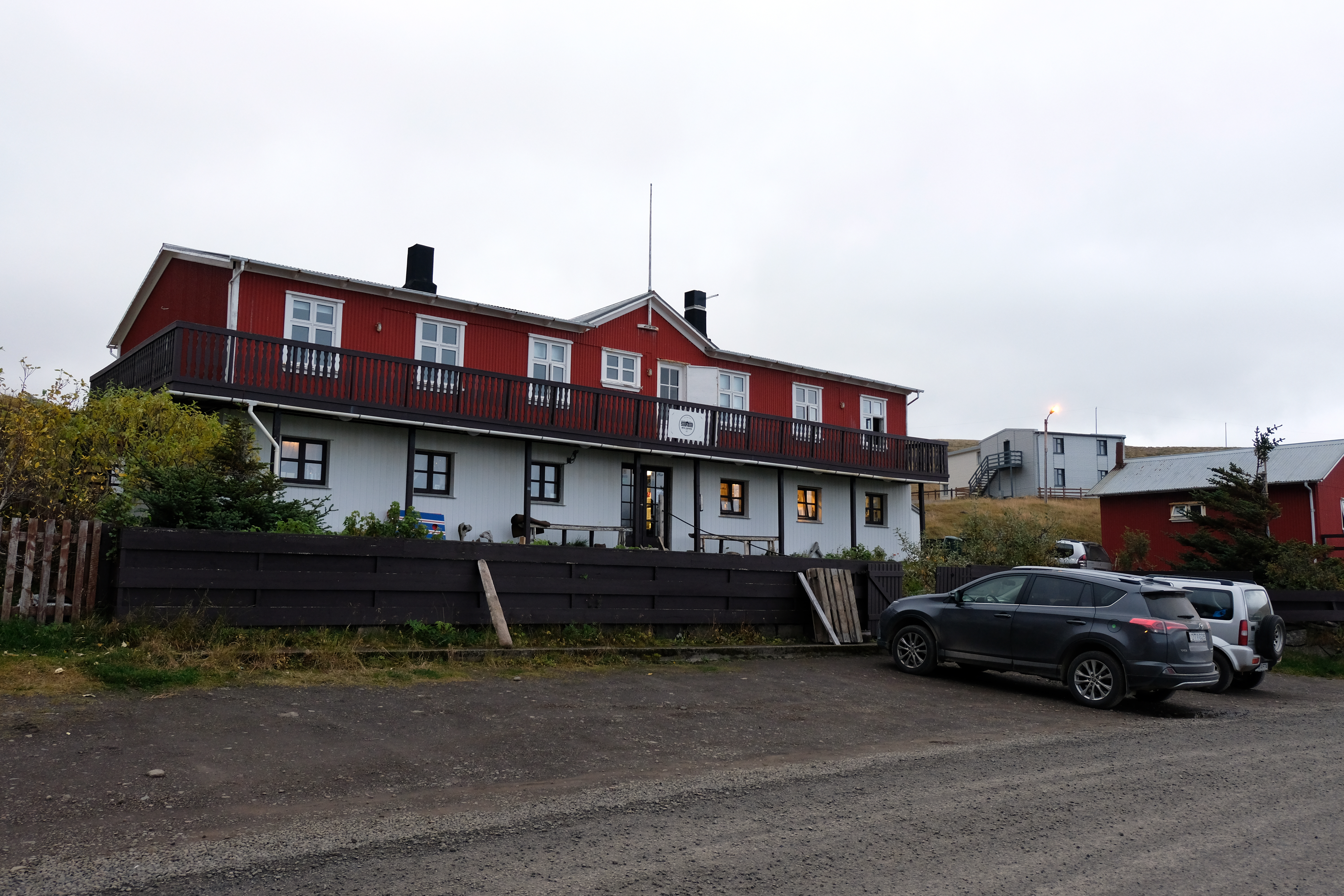
Restaurant und Hotel in Djúpavík

Es folgte ein kontinuierlicher Bewohnerrückgang im Ort, 1982 war der Ort menschenleer.
Schließlich kam Ásbjörn Þorgilsson nach Djúpavík und renovierte gemeinsam mit seiner Frau Eva Sigurbjörnsdottir ein Haus, das ehemals Arbeiterinnen als Unterkunft gedient hatte. Es wurde zum Hotel umgebaut und im Sommer 1985 eröffnet.
2003 wurde in der Heringsfabrik eine kleine Ausstellung zur Geschichte des Ortes eröffnet.
Über den Kontakt zwischen Isländern und Basken wurde Anfang Juni 2024 das Baskasetur in einem Tank der ehemaligen Heringsfabrik eröffnet. 

## Verkehr
Djúpavík liegt am Strandavegur , der nach Süden zum nächsten größeren Ort Drangsnes führt. Nach Nordosten führt die Straße nach Gjögur, wo sich der nächste Flughafen befindet, sowie weiter zum Norðurfjörður und zum Bad Krossnes. In Djúpavík gab es auch eine Tankstelle, die allerdings nicht mehr betrieben wird. Die nächsten Tankstellen finden sich in Hólmavík, Drangsnes und Norðurfjörður.

## Sonstiges

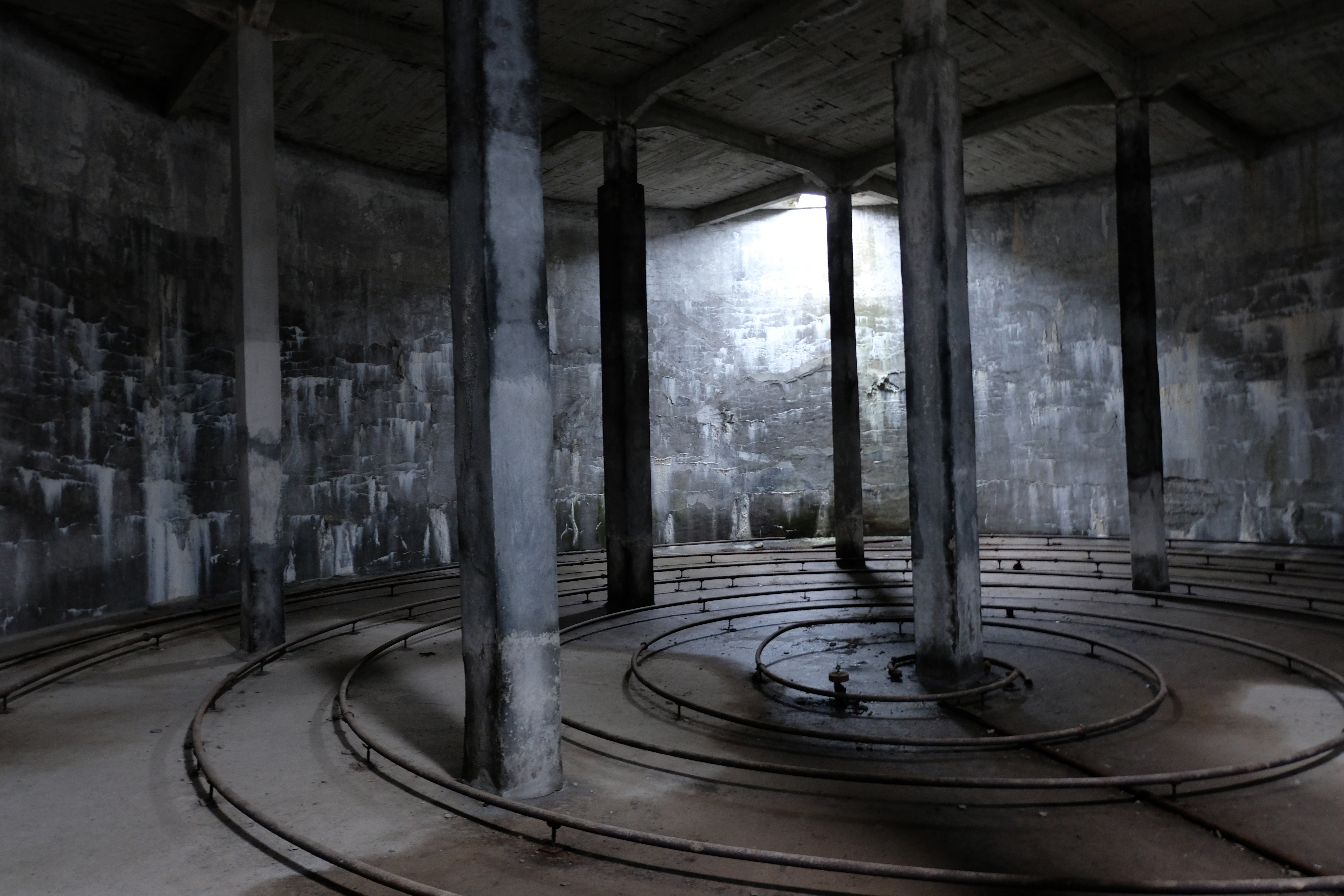
In diesem alten Speicher bzw. Lager gab 2007 Sigur Rós sein Konzert in Djúpavík

Der Literaturnobelpreisträger Halldór Laxness wählte Djúpavík als Ort seines 1979 erschienenen Romans Guðsgjafaþulan (dt. Die Litanei von den Gottesgaben).
Am 27. Juli 2006 fand in der alten Fabrikhalle ein Konzert der isländischen Band Sigur Rós statt, welches zusammen mit anderen Konzerten der Band in dem Film Heima festgehalten wurde. Der Film wurde im September 2007 im Rahmen des Isländischen Filmfestivals in Reykjavík aufgeführt.